# Ballana angula
Ballana angula är en insektsart som beskrevs av Delong 1937. Ballana angula ingår i släktet Ballana och familjen dvärgstritar. Inga underarter finns listade i Catalogue of Life.